# Eddy Gnahoré
Vhakka Eddy Stelh Gnahoré, född 14 november 1993, är en fransk fotbollsspelare som spelar för rumänska Dinamo București.

## Karriär
I juli 2018 lånades Gnahoré ut till Amiens på ett låneavtal över säsongen 2018/2019. Han gjorde sin Ligue 1-debut den 12 augusti 2018 i en 2–0-förlust mot Lyon. Vid slutet på låneavtalet blev det en pemenanent övergång till Amiens för Gnahoré som skrev på ett treårskontrakt. Den 29 februari 2020 lånades Gnahoré ut till kinesiska Wuhan Zall på ett låneavtal över säsongen 2020.
Den 31 augusti 2022 värvades Gnahoré av Serie B-klubben Ascoli, där han skrev på ett tvåårskontrakt. Kort efter ankomst råkade Gnahoré ut för en knäskada, vilket gjorde att det inte blev något spel under säsongen 2022/2023. I januari 2024 värvades han av rumänska Dinamo București.